# Storbritanniens administrativa indelning

Karta över Storbritannien. (Isle of Man, Jersey och Guernsey är kronbesittningar och tillhör inte Storbritannien.)

Storbritanniens administrativa indelning. Storbritannien är en enhetsstat, och är övergripande indelat i fyra delområden: England, Skottland, Wales samt Nordirland. 
Karaktäristiskt för dessa är att tre av delområdena, utom England, genom decentralisering (engelska: devolution) har en varierande grad av autonomi och självstyrelse. Den brittiska modellen för regionalt självstyre kan inte jämföras med delstater i federala system, och den utgör inte heller en asymmetrisk federation då rätten till självstyre inte har något konstitutionellt skydd utan snarare liknar det spanska systemet, med av parlamentet inrättade självstyrelseregioner. Exempelvis har Skottland ett modernt självstyre som inrättades 1998, vilket saknar konstitutionellt skydd, men också ett eget lag- och rättssystem skilt från det engelska, vilket dock skyddas i unionsavtalet från 1706.
| Rankning | Riksdel        | Yta (km²) | Yta (%) | Invånare (2021) | Invånare (%) |
| -------- | -------------- | --------- | ------- | --------------- | ------------ |
| 1        | England        | 130 439   | 53,4    | 56 490 048      | 84,4         |
| 2        | Skottland      | 78 783    | 32,3    | 5 525 575       | 8,2          |
| 3        | Wales          | 20 798    | 8,5     | 3 107 494       | 4,6          |
| 4        | Nordirland     | 14 121    | 5,8     | 1 903 175       | 2,8          |
| Totalt   | Storbritannien | 244 140   | 100     | 67 026 292      | 100          |

I Nordirland, Wales och inom vissa delar av England använder man sig av endast en lokal förvaltningsnivå, inte dubbla nivåer som i vissa andra länder med både regionalt styre (likt sekundärkommun) och mindre geografiska enheter (likt primärkommun) som finns i vissa andra länder.
Den viktigaste administrativa indelningen i England och Wales är i grevskap (på engelska counties). De normala grevskapen i framför allt England kan sägas motsvara till exempel län i Sverige. Förutom indelningen i administrativa grevskap finns en äldre indelning i historiska grevskap, vilket påminner om förhållandet med län och landskap i Sverige. I vissa fall överensstämmer indelningen i de moderna grevskapen med den historiska.

## Englands storregioner
Den brittiska statliga förvaltningen för England följer inte indelningen i grevskap utan är indelad i nio storregioner:
- Storlondon
- Västra Midlands (huvudort: Birmingham)
- Nordvästra England (huvudort: Manchester)
- Nordöstra England (huvudort: Newcastle upon Tyne)
- Sydvästra England (huvudort: Bristol)
- Sydöstra England (huvudort: Guildford)
- Yorkshire och Humber (huvudort: Leeds)
- Östra England (huvudort: Cambridge)
- East Midlands (huvudort: Nottingham)

Storlondon har både en direktvald borgmästare och en direktvald regionförsamling. Regeringen ville införa direkta val till regionförsamlingen för Nordöstra England, men förslaget fick svagt stöd i en folkomröstning (21,8 procent, den 4 november 2004).

## Skottlands lokalförvaltning
Skottland har en annan förvaltningshistorik och där finns det inga grevskap i dag. Där var det tidigare stad/köping (lågskotska: burgh) som var den viktigaste administrativa indelningen från 800-talet fram till avskaffandet 1975. Då infördes en ny indelning med nio regioner på fastlandet, var för sig indelad i kommuner samt tre fristående ökommuner; denna indelning varade till 1996. I dag har Skottland endast en förvaltningsnivå, med 32 kommuner (engelska: local authorities / councils).